# Marathon van Osaka 1992
De marathon van Osaka 1992 werd gelopen op zondag 26 januari 1992. Het was de elfde editie van deze marathon. Alleen vrouwelijke elitelopers mochten aan de wedstrijd deelnemen.
De Japanse Yumi Kokamo kwam als eerste over de finish in 2:26.26.

## Uitslagen
| rang   | naam             | land | tijd    |
| ------ | ---------------- | ---- | ------- |
| Goud   | Yumi Kokamo      | JPN  | 2:26.26 |
| Zilver | Akemi Matsuno    | JPN  | 2:27.02 |
| Brons  | Katrin Dörre     | GER  | 2:27.34 |
| 4      | Yoshiko Yamamoto | JPN  | 2:27.58 |
| 5      | Xiu-ting Wang    | CHN  | 2:28.56 |
| 6      | Junko Asari      | JPN  | 2:28.57 |
| 7      | Naomi Watanabe   | JPN  | 2:29.43 |
| 8      | Satomi Iwashita  | JPN  | 2:29.53 |
| 9      | Miyoko Takahashi | JPN  | 2:30.48 |
| 10     | Kumi Araki       | JPN  | 2:31.14 |
| 11     | Hiroe Fukuda     | JPN  | 2:31.16 |
| 12     | Yuriko Kajimoto  | JPN  | 2:32.16 |
| 13     | Eriko Asai       | JPN  | 2:32.29 |
| 14     | Carole Rouillard | CAN  | 2:34.22 |
| 15     | Yukie Akiyama    | JPN  | 2:34.29 |
| 16     | Chiharu Sato     | JPN  | 2:35.00 |
| 17     | Keiko Imanaka    | JPN  | 2:35.37 |
| 18     | Jackie Hallam    | AUS  | 2:35.53 |
| 19     | Satoe Minegishi  | JPN  | 2:37.25 |
| 20     | Mayumi Matsumoto | JPN  | 2:38.01 |
| 21     | Noriko Tajiri    | JPN  | 2:38.11 |
| 22     | Makiko Yamamoto  | JPN  | 2:38.22 |
| 23     | Akemi Takayama   | JPN  | 2:38.35 |
| 24     | Grazyna Kowina   | POL  | 2:39.37 |
| 25     | Lorraine Moller  | NZL  | 2:40.05 |

1982 ·
1983 ·
1984 ·
1985 ·
1986 ·
1987 ·
1988 ·
1989 ·
1990 ·
1991 ·
1992 ·
1993 ·
1994 ·
1995 ·
1996 ·
1997 ·
1998 ·
1999 ·
2000 ·
2001 ·
2002 ·
2003 ·
2004 ·
2005 ·
2006 ·
2007 ·
2008 ·
2009 ·
2010 ·
2011 · 
2012 ·
2013 ·
2014 ·
2015 ·
2016 ·
2017